# Констанция (княгиня Антиохии)
Конста́нция (фр. Constance de Tarente, 1127 — 1163) — княгиня Антиохии в 1130—1163 годах.

## Биография
В 1136 году Констанция в возрасте всего десяти лет была выдана замуж за Раймунда де Пуатье, который был в три раза старше своей юной жены.
После гибели Раймунда в 1149 году в сражении при Инабе, Констанция вышла замуж за Рено де Шатильона в 1153 году.
В 1160 году Рено де Шатильон попал в плен к мусульманам (он оставался в руках неверных на протяжении шестнадцати лет и так никогда и не вернулся в Антиохию). К тому времени сын Констанции достиг совершеннолетия и заявил матери о своих правах на престол. Констанция не захотела уступать власть и в 1163 году обратилась за поддержкой в Королевство Армению, однако жители Антиохии взбунтовались, изгнали Констанцию, а Боэмунд III стал князем.

## Брак и дети
От первого брака с Раймундом де Пуатье:
- Боэмунд III (1144—1201)
- Мария де Пуатье (1145—1182)
- Филиппа де Пуатье
- Балдуин де Пуатье (погиб в битве при Мириокефале 17 сентября 1176 года)

От второго брака с Рено де Шатильон:
- Агнесса Антиохийская (1153—1184)
- Жанна де Шатильон (ум. до 1204)